# Священник на коньках
«Преподобный Роберт Уокер, катающийся на коньках на озере Даддингстон» (англ. The Reverend Robert Walker Skating on Duddingston Loch), также «Священник на коньках» (англ. The Skating Minister), — картина шотландского художника Генри Реберна, написанная им не позднее 1795 года.
Реберн был художником-самоучкой из Эдинбурга, достигшим значительного мастерства в качестве живописца и ставшим известным благодаря портретам писателя Вальтера Скотта и геолога Джеймса Геттона. Вращаясь в кругах аристократии Эдинбурга, он познакомился со священнослужителем Церкви Шотландии Робертом Уокером. Вероятно, что заказчиком своего портрета стал именно Уокер. Он изображён катающимся на коньках по местному озеру, что и неудивительно, ведь Уокер был умелым фигуристом и членом первого в Великобритании клуба любителей катания на коньках. Картина отличается необычной композицией, а также сочетанием уравновешенности и точности в изображении священника-конькобежца. Портрет передавался в семье Уокера по наследству, пока в 1949 году не был куплен Национальной галереей Шотландии в Эдинбурге, где и находится в настоящее время. Между тем, среди искусствоведов нет единого мнения по вопросу того, принадлежит ли картина кисти Реберна или его современника, французского живописца Анри Пьера Данлу.

## История

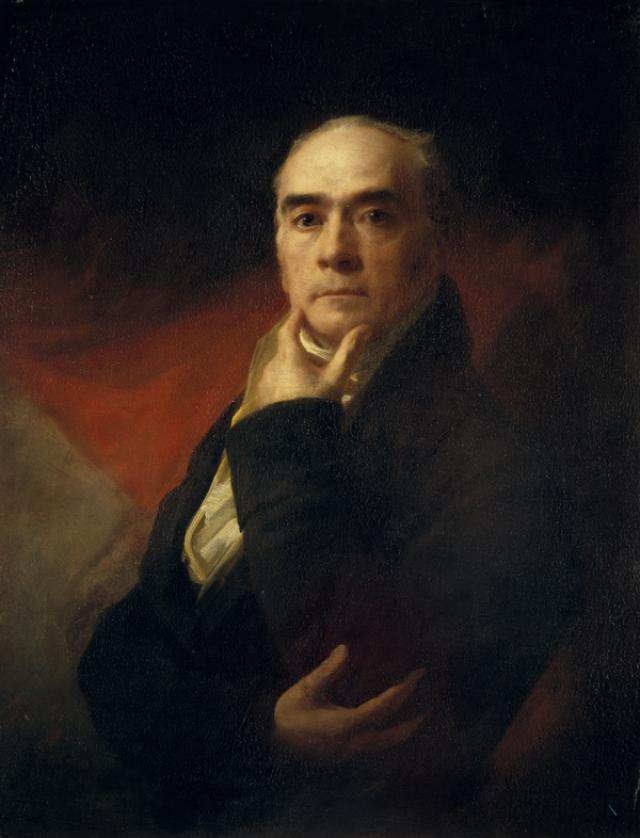
Генри Реберн, автопортрет, около 1820 года

Генри Реберн (1756—1823) считается главным портретистом эпохи Шотландского Просвещения, сравнимым критиками по величине таланта с Франсиско Гойей. Оставшись сиротой, Генри поступил в подмастерья к одному ювелиру, во время работы у которого проявилось художественное мастерство Реберна. Он окончил класс миниатюрной живописи в ювелирной мастерской, однако его работы отдавали наивностью, и причины, приведшие Реберна в портретную живопись, остаются не совсем понятными. В 1784 году Реберн переехал в Лондон, где встретился с известным живописцем Джошуа Рейнолдсом, сильно повлиявшим на его работы. Некоторое время Реберн провёл в Италии, но в 1787 году вернулся в Эдинбург, где стал писать портреты богатых, известных и влиятельных людей своего времени — учёных, философов, дворян, адвокатов — и членов их семей. Особо можно выделить портреты Вальтера Скотта и основателя современной геологии Джеймса Геттона. Благодаря доходам от своих картин, пользовавшихся огромным успехом у зрителей, Реберн возвёл гигантский дом в Новом Эдинбурге, первый этаж которого целиком занимала студия, вполне соответствовавшая устремлениям художника. При этом Реберн был изобретательным самоучкой, о чём может свидетельствовать тот факт, что перед нанесением красок на холст Реберн не делал подготовительных рисунков, чрезмерно надеясь на своё вдохновение, что иногда приводило к просчётам.
Роберт Уокер (1755—1808) был священнослужителем Церкви Шотландии. В то время как его отец служил в церкви в Роттердаме, молодой Роберт, возможно, научился кататься на коньках на замёрзших каналах Нидерландов. В 1770 году в возрасте 15 лет он получил лицензию на служение в пресвитерии Эдинбурга. В 1778 году Уокер женился на Джин Фрейзер, урождённой Браун. У них было пятеро детей — две дочери и три сына. В 1779 году Уокер вступил в Королевскую роту лучников, а в 1798 году стал их капелланом. Являясь священником Кэнонгейтской церкви, Уокер был членом Эдинбургского клуба фигурного катания — первого в Великобритании клуба любителей фигурного катания, созданного в 1744 году. Местом встречи членов клуба было замерзающее озеро Даддингстон, находящееся у города Лохенд на северо-востоке между Эдинбургом и Литом. Между тем достоверно известно, что катание на коньках по льду было введено в моду в 1660-х годах при Стюартах, однако все возможные телодвижения были кодифицированы для соответствия стандартам правильного поведения. Примечательно, что в конце XVII — начале XVIII века катание на коньках было в основном времяпрепровождением лишь привилегированных джентльменов. 

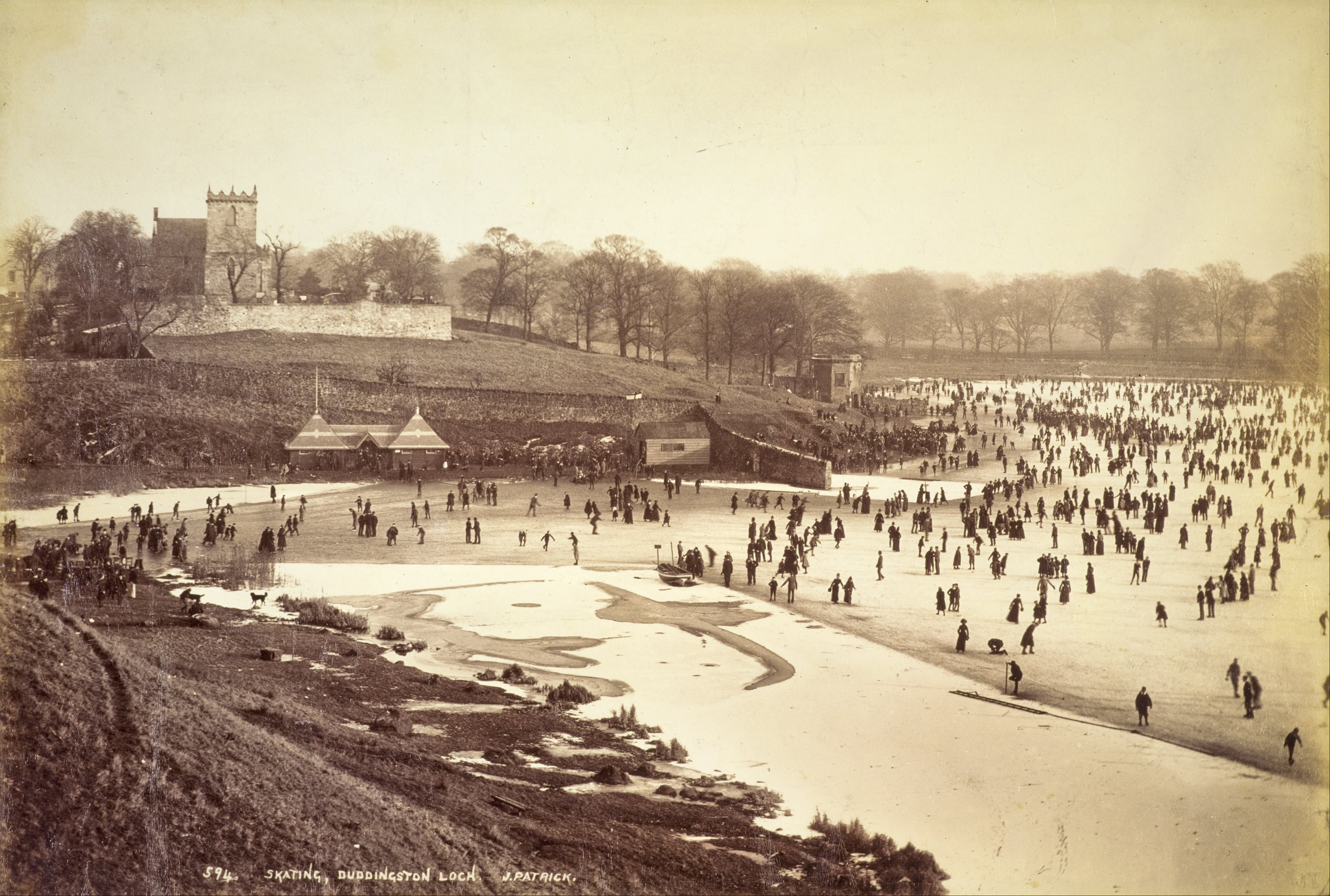
Катание на коньках по озеру Даддингстон

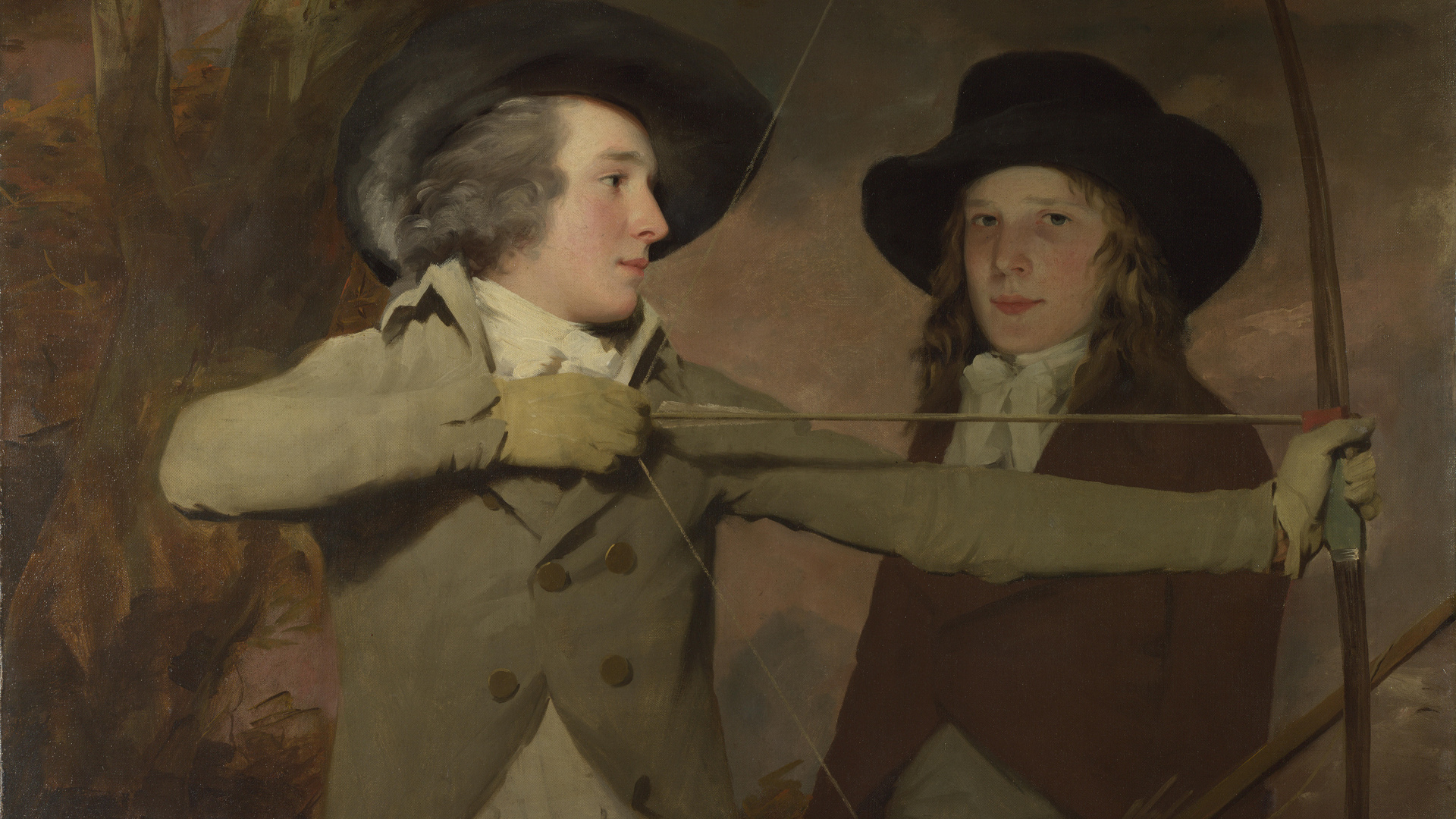
«Лучники», Реберн

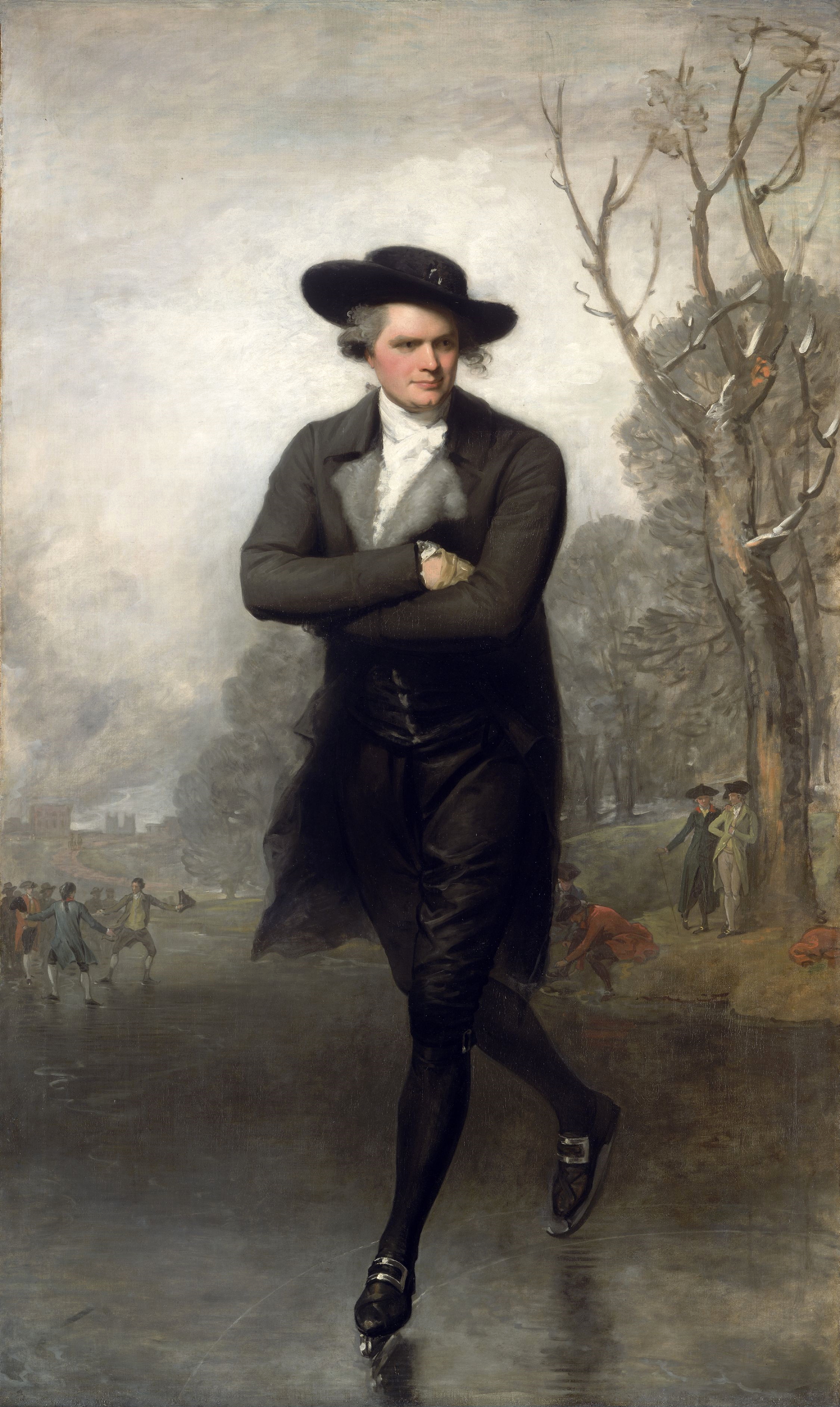
«Конькобежец», Стюарт

Роберт Уокер, вероятно, был человеком не того круга, в котором вращался Реберн, однако принадлежал к элите эдинбургского общества. Несмотря на то, что Реберн был на год моложе Уокера, они были очень хорошими друзьями и вместе состояли в Королевской роте лучников, выполнявшей обязанности по охране короля на территории Шотландии. Заказчик картины неизвестен, однако, возможно, что им был сам Уокер. Первоначально расценивавшаяся как одна из первых работ Реберна, в настоящее время картина рассматривается как продукт экспериментов и интенсивной деятельности художника, начатых после его возвращения из Рима в 1786 году. Период пребывания в Италии оказал на Реберна очень сильное влияние, о чём можно судить по картине «Лучники», в которой художник взял обычную для портретов того времени тему — два молодых человека с луками, однако изобразил их на фоне узорчатых камней и совершенно новаторски использовал геометрические формы, продемонстрировав умелое использование очень чистых цветов и свободной живописной манеры. По оценкам некоторых критиков, на Реберна повлияла также картина «Конькобежец», написанная американским художником Гилбертом Стюартом в 1782 году, на которой изображён катающийся на коньках джентльмен.

## Композиция
Картина написана маслом по холсту, а её размеры составляют 76,2 × 63,5 см. Примечательно, что подписи Реберна на картине нет. На фоне гористого и зимнего пейзажа полный благодати и известный своей моральной прямотой пресвитерианский священник, одетый в чёрное пальто, чулки и ботинки с прикреплёнными к ним лезвиями коньков, с величественной простотой и лёгкостью, чопорным самообладанием и напряжённостью скользит по замёрзшему озеру, будто бы между небом и адом. Выполняемое Уокером фигурное движение является технически сложным и для того, чтобы уменьшить сопротивление, он сложил руки на груди, ввиду чего сохранение равновесия на одной ноге оказалось трудной задачей. Будучи свободным на некоторое время от исполнения служебного долга, Уокер, обладающий достаточной дисциплинированностью и мастерством, не ставит себе задачу предаться радости от выполняемого движения, а картина не просто изображает момент его эйфории. Священник завоевал этот успех с трудом в процессе обучения и практики, а не по воле случая, в результате чего он заслужил немного счастья. Критики отмечают, что священнослужитель изображён как герой Шотландского Просвещения, а его движение символизирует торжество разума над мраком и страхом, так как на фоне серых холодных облаков с вкраплениями розоватых оттенков выделяется лишь его одинокая фигура. Картина отличается необычной композицией, а также сочетанием уравновешенности, точности и толики юмора.

## Судьба
После смерти Уокера в возрасте 53 лет в 1808 году в Эдинбурге было обнародовано его завещание, гарантами исполнения которого были девять человек, в том числе и Реберн. Согласно последней воле Уокера, всё своё имущество он завещал сыну Джону, однако в завещании картина не была указана. Между тем остальные картины Реберна пользовались постоянным спросом, а сам он был удостоен больших почестей. В 1819 и 1820 годах Реберн стал членом Американской академии изобразительных искусств и Королевского общества Эдинбурга соответственно, а во время визита короля Георга IV в Эдинбург в 1822 году был посвящён в рыцари. Спустя год Реберн совершенно неожиданно скончался, не оставив завещания. До 1902 года, когда картина была отреставрирована, о её существовании практически никто не знал. В 1914 году правнучка Уокера Беатрикс Скотт выставила работу на аукцион Christie’s, намереваясь выручить за неё 1000 гиней, однако картина не смогла найти своего покупателя, возможно, из-за грядущей войны. В семье Уокера не было сомнений в том, что именно Реберн является автором картины. В 1926 году Беатрикс Скотт в показаниях, заверенных её адвокатом, отметила, что «всегда понимала, почему Реберн считал её своим шедевром. Такая хорошая композиция и прекрасные морозные воздух и небо, и лед со следами от коньков. Доктор Уокер был великим фигуристом. После его смерти, сэр Генри Реберн отдал картину его вдове, Джин Уокер, моей прабабушке. После её смерти он перешла к моей матери». В 1949 году за довольно скромную цену в 525 фунтов стерлингов картина была куплена Национальной галереей Шотландии, где она и находится по настоящее время, хранимая в мрачном подвале Маунда в Эдинбурге. На всех выставках картина пользуется неизменным вниманием общественности.

## Вопрос об авторстве

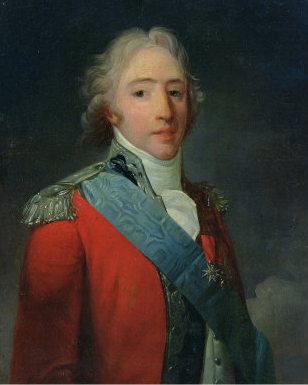
Портрет Карла X кисти Анри Пьера Данлу

В последующие годы датировка и атрибуция работы, а также личность фигуриста, подвергались многочисленным исследованиям и обсуждениям. На протяжении 1970—1980 годов несколько кураторов Национальной галереи Шотландии подвергали сомнению авторство Реберна, и поэтому в опубликованной в 1972 году истории коллекции в авторах картины никто не значился. В 1997—1998 годах картина была включена в программу выставок в Эдинбурге и Лондоне, в связи с чем представитель Национального фонда Англии Алекс Китсон отметил, что «вообще она не выглядит как принадлежащая Реберну». В 2005 году куратор Национальной портретной галереи Шотландии Стивен Ллойд предположил, что картину написал не Генри Реберн, а французский художник Анри Пьер Данлу, отметив, что «изысканный стиль, тип холста, нерегулярность кракелюр и использование движения знакомо всем знатокам работ Данлу. Данлу специализировался на изображении движений небольших фигур, что ясно видно на этой картине». После Французской революции видный представитель «большого стиля» Данлу эмигрировал в Англию. Проживая в Лондоне, в 1796 и 1799 годах он на несколько месяцев ездил в Эдинбург для того, чтобы написать портреты находящихся в изгнании членов французской королевской семьи, в том числе Карла Филиппа, графа д’Артуа, будущего короля Франции под именем Карла X.
Директор Национальной галереи Шотландии Майкл Кларк сказал, что все приведённые доказательства являются косвенными, и, «даже если картина не была написана Реберном, я не думаю, что это делает работу менее шотландской». Однако впоследствии формулировка на информационной табличке к картине в галерее была изменена, после чего из неё следовало, что «последние исследования показывают, что картину вероятно написал Анри Пьер Данлу». В то же время бывший хранитель Национальной портретной галереи Дункан Томсон, считающийся ведущим специалистом по картинам Реберна, сказал, что утверждения Ллойда не изменили его мнения о том, что картина принадлежит кисти Реберна, особо отметив, что тот же самый тип холста художник использовал в других десяти работах, а «имеющееся накладывание красок является типичным для Реберна, точно также как у каждого человека есть свой отличительный почерк». Несмотря на продолжающиеся споры об атрибуции, в 2005 году картина была отправлена в Нью-Йорк на выставку Christie’s в День тартана, являющийся важным шотландским праздником. После этого директор Национальной портретной галереи Шотландии Джеймс Холлоуэй и генеральный директор Национальной галереи Шотландии Тимоти Клиффорд заявили о том, что подтверждают авторство Реберна и считают картину лучшим представителем шотландской культуры. Однако в 2013 году Стивен Ллойд вместе с доктором Виччи Колтман из отдела искусства Эдинбургского университета на основании исследования данных рентгеновского исследования заявили, что на картине не присутствуют свинцовые белила, использовавшиеся Реберном в 1000 других портретов.

## Восприятие и влияние
Картина является одной из самых популярных и самых известных работ Генри Реберна, самой известной картиной в Шотландии и квинтэссенцией золотого века британского искусства, продолжая и по сей день пользоваться значительным интересом среди общественности, в том числе и в учёных кругах. Изображение картины можно встретить на всевозможных сувенирах, продающихся в магазине при Национальной галерее.
Британская музыкальная группа Clean Bandit в клипе на песню «Dust Clears» использовала образ преподобного Роберта Уокера, в роли которого выступил фигурист Ник Мартин, катающийся на коньках по озеру Веттерн в Швеции. Копия картины висела на стене в квартире мошенника Нила Кэффри (роль исполнил Мэтт Бомер) в американском телесериале «Белый воротничок».